# Camera dei rappresentanti del Maine
La Camera dei rappresentanti del Maine è la camera bassa della Legislatura statale del Maine. Essa si riunisce, insieme al Senato, nel Campidoglio dello Stato del Maine. 
È composta da 154 membri, di cui 3 non votanti in rappresentanza delle Comunità dei Maliseet e dei Penobscot, e ognuno dei votanti viene eletto ogni due anni (gli altri sono nominati). I rappresentanti non sono soggetti a un numero di mandati.